# La Vieille-Lyre
La Vieille-Lyre is een gemeente in het Franse departement Eure (regio Normandië). De plaats maakt deel uit van het arrondissement Bernay. De huidige gemeente La Vieille-Lyre is op 1 januari 2019 ontstaan uit de fusie van de gemeenten La Vieille-Lyre en Champignolles. De bestaande gemeente La Vieille-Lyre werd een commune déléguée ervan. La Vieille-Lyre telde op 1 januari 2022 653 inwoners.

## Geografie
De oppervlakte van La Vieille-Lyre bedroeg op 1 januari 2022 19,63 vierkante kilometer; de bevolkingsdichtheid was toen 33,3 inwoners per km².

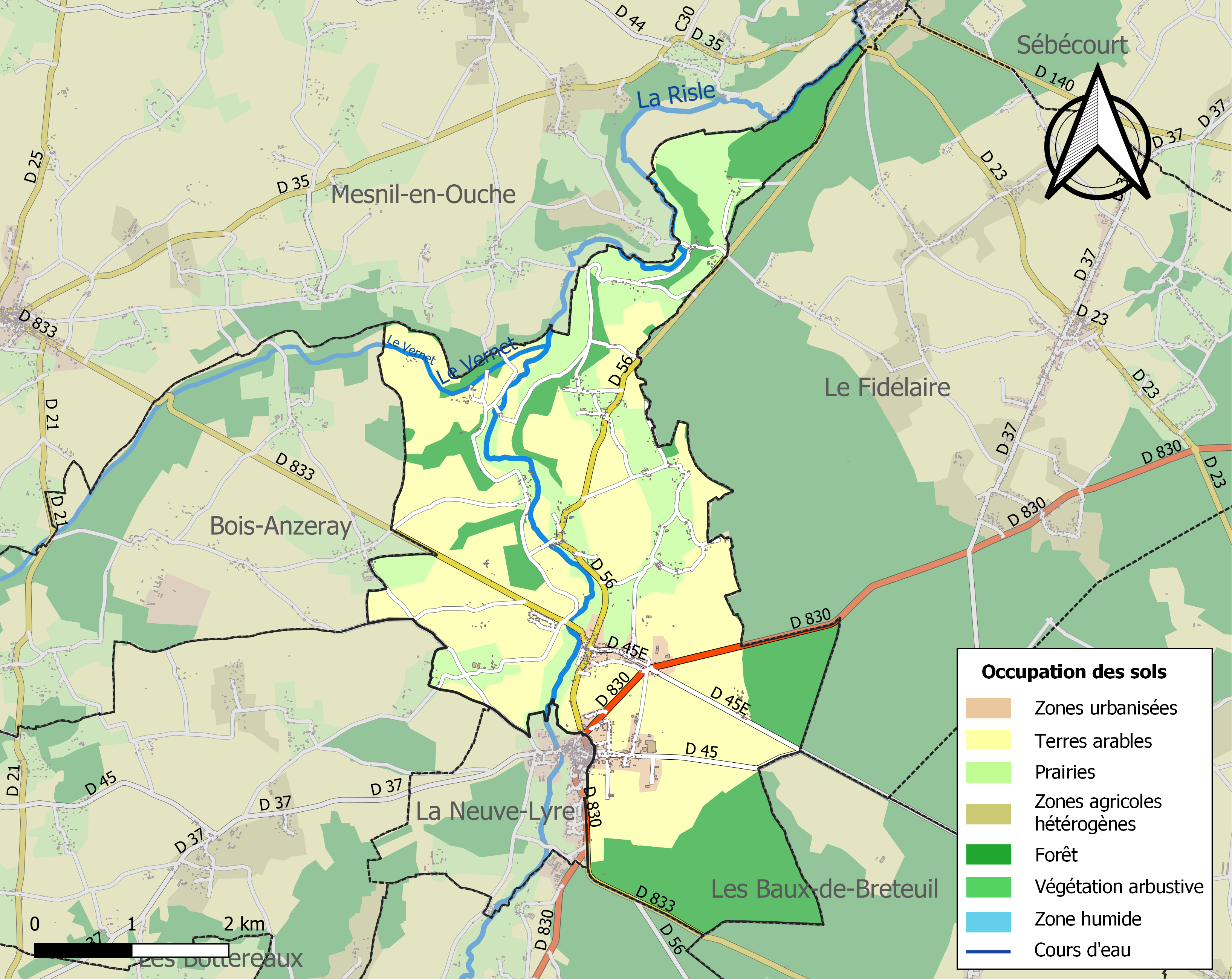
Kaart van de gemeente met belangrijkste infrastructuur, bodemgebruik en omliggende gemeenten

## Demografie
Onderstaande figuur toont het verloop van het inwonertal (bron: INSEE-tellingen).